# La hora chanante
La hora chanante fue un programa español de humor que se componía de varias secciones, con piezas cortas (sketches) y animaciones, caracterizadas por el humor absurdo y surrealista. Se emitía mensualmente por la cadena de suscripción Paramount Comedy, y posteriormente también se emitieron reposiciones en la cadena de televisión Localia, y por el canal  MTV España.
Fue creado, dirigido y protagonizado por el humorista Joaquín Reyes, ayudado principalmente por Ernesto Sevilla, Raúl Cimas, Carlos Areces, Julián López, Joaquín Reyes, Pablo Chiapella y Aníbal Gómez.
Cada programa era presentado por la parodia de un personaje famoso, que iba dando paso a las distintas secciones. En la sección Testimonio aparecía otro personaje famoso, que presentaba el siguiente programa.
Muchas de las cortinillas del programa fueron dibujadas por Carlos Areces, también colabora en la revista El Jueves.
En 2007 el programa entró en un periodo de incertidumbre en el que no se realizaron nuevos episodios. En septiembre de ese año, el mismo equipo de actores trasladó la fórmula televisiva a La 2 de Televisión Española con nuevos capítulos, bajo el nombre de Muchachada Nui. Paramount Comedy, propietaria de los derechos de La hora chanante, impidió que se usara el mismo nombre, o nombres de las secciones.
Las diferentes versiones del programa y canales donde se emitió, fueron:
La hora chanante emitido en Paramount Comedy y Localia TV.
Muchachada Nui emitido en La 2.
Museo Coconut emitido en Neox.
Retorno a Lilifor emitido en Neox.

## Secciones
- Testimonios: imitación de un personaje famoso, normalmente pasado de moda (de los años 1980 o principios de los años 1990), que realiza un soliloquio autobiográfico en clave de humor y con acento y habla manchego. El personaje imitado en la sección de un programa era el presentador del siguiente mes. La mayoría de imitaciones fueron interpretadas por Joaquín Reyes.

- Retrospecter: escenas de películas antiguas (un ejemplo sería Mr. Wong in Chinatown con Boris Karloff) que se vuelven a doblar con comentarios en la línea del programa aprovechando las situaciones de la trama original. Es un fijo en todos los programas, y destaca el habitual personaje de César Romero.

- CÑÑ: el personaje de Eduardo Torrijos, interpretado por Joaquín Reyes, parodia a un enviado especial de un informativo narrando noticias gastronómicas absurdas, para el canal 'CÑÑ Televisión'.

- Cuéntaselo a Asun: Velilla Valbuena da vida a Asun, una presentadora de un magazine vespertino similar a El diario de Patricia al que acuden diversos invitados contando historias chanantes. Existe la versión "histórica" del programa, protagonizada por imitaciones de personajes históricos como Franz Kafka, el Archiduque de Austria o Karl Marx y Friedrich Engels, entre otros.

- Doctor Alce: dos personajes de animación (Doctor Alce y Señor Cabeza) protagonizan un diálogo acerca de temas televisivos.

- Economía Chanante y el Payaso: En su primera etapa El Payaso con Economía Chanante, daba consejos financieros, mientras que la segunda trata de sketches diversos (videoclips, la creación de su videojuego, etc.), protagonizados por el Payaso, siempre con el sentido del humor cafre que le caracteriza.

- El Gañán: Espacio parecido al de El Payaso (de hecho se podría considerar un spin off del mismo) en el que el gañán explica, a su manera, algunos temas como la inmigración, la hospitalidad, las apariciones marianas, e incluso imparte cursos como el Curso de Tollinas en el que enseña a abofetear de manera correcta o Cómo hablar en gañán.

- Superñoño: Animación de dibujos donde un "superhéroe" que la mayoría del tiempo está medio dormido y en la cama, nos explica sus superpoderes y "aventuras".

- Hever vs Clever: Se emite al final de cada programa y son las tomas falsas de la grabación de los sketches.

- El rincón de Agnes: Joaquín Reyes interpreta a Agnes Chevalier, una presentadora de un espacio sobre lectura en el que se presenta y comenta una obra.

- "Bizcoché y Ojos de Huever": Otra animación, basada en los hillbillies (paletos americanos) con intervenciones estelares como las del Trampero.

- Minutos musicales: Animación creada por Carlos Areces, que hace las veces de videoclip grotesco y extravagante.

## Personajes del programa
Estos son algunos personajes asiduos del programa.

### El Payaso (Joaquín Reyes)
El Payaso es una parodia de otros muchos payasos conocidos, como Krusty, el célebre personaje de la serie de animación Los Simpson, o Ronald McDonald[cita requerida], la imagen corporativa de la empresa de comida rápida McDonald's. Destaca también por tener un carácter puramente dictatorial y autoritario. Frases empleadas como "acuérdate luego de la trompeta" o "¿qué tal está tu mujer? Pues dile que esta noche no voy a poder ir" o despreciar el trabajo de sus súbditos lo atestiguan. Tiene su propio espacio en el programa, donde da consejos sobre economía, con su característica voz chirriante; pronto le asignaron más apariciones, con sus propios testimonios y sketches. El humor de "El Payaso" se define como incorrecto, agresivo, misógino, mentiroso, perverso.
En los últimos programas, El Payaso se ha convertido en rapero con notable éxito. A su primer rap "Sr. Mono", le han seguido otros como "Guapamante te lo traigo nianoniano" (parodiando el sonido de auténticos grupos como los Wu-Tang Clan), "Vivo con tu madre" o "Estoy fatal de lo mío" (en claro homenaje a los videoclips de Beastie Boys).

### El Gañán (Ernesto Sevilla)
Fue ideado por el humorista Joaquín Reyes y lo interpreta el actor y también humorista Ernesto Sevilla. Este personaje, según palabras de los propios autores, fue diseñado como una parodia del típico campesino o persona que vive en un entorno rural. Debido a que ambos actores son de Albacete (España), han logrado crear un personaje costumbrista y auténtico al que usan como excusa para muchos gags cargados de ironía.
El Gañán comenzó siendo un personaje de poca importancia en el programa, hasta que se decidió hacer una sola sección dedicada a él y sus consejos, que da con su típico toque de humor familiar. Su forma de expresarse le ha convertido en un personaje de ficción de gran popularidad entre muchos seguidores españoles. Sus consejos y expresiones típicas son ampliamente conocidos por los fanes; entre ellos destacan indicaciones en la forma de vestir, la forma de comportarse con las mujeres, y otros gags variados. No suele pronunciar la letra R en ninguno de los verbos, típico de la pronunciación de La Mancha, por ejemplo: laváse, peináse, saludáse...
Una curiosidad es que en sus primeras intervenciones su nombre no era El Gañán sino "El Paleto" (De hecho El Payaso lo llama así), y con el tiempo evolucionó debido a su grito de guerra.

### Bocaseca Man (Ernesto Sevilla)
Viste con atuendo de superhéroe al más puro estilo de Superman y aborrece la bebida. Uno de sus gritos de guerra es "¡Nada de agua!" en tono heroico.
En sus inicios, Bocaseca Man era un niño al que el destino le dio un don. Este don se descubre el día en que el niño hace un largo viaje en coche con sus padres, camino de La Manga del Mar Menor, y pasa un extenso espacio de tiempo sin beber. Se le queda la boca seca, y desde ese momento es Bocaseca Man. Su grito de 'guerra': "¡¡Bocaseca Man, Bocaseca Man... tiene la lengua como un gatete!!"
Superpoderes:
- Encender cerillas con la lengua.
- Esputar un polvillo que se desprende de sus labios resecos.
- El ataque "guacheras", consistente en el lanzamiento de babillas blancas y pegajosas.
- Aparte de todo esto, suele dar diferentes consejos para ser como él en pequeñas secciones de La hora chanante.

Es hermano de El Gañán.

### Vicentín (Julián López)
Vicentín es el "el tío más marchoso del medio levante español", un joven pastillero al que le gusta vivir "siempre a tope", "hasta que aguante la maquinaria". Es una parodia de los "bakalas" que empezaron a surgir en el momento de la decadencia de la ruta valenciana ("La ruta del bakalao") como lo atestigua su peculiar indumentaria y peinado, populares en ese tipo de gente a principios de los 90 y bastante alejados de los actuales. Su mayor ídolo es Chimo Bayo y ha intervenido en multitud de sketches.
Además Vicentín ha popularizado expresiones como "gambiteros", "muy rico", "siempre a tope","hasta que aguante la maquinaria", "pataliebre" o "no te digo ná y te lo digo tó". Otro diálogo recurrente es:
-¡Vicentín, que te va a dar algo!
-Me da igual, hombre. ¡A tope!

### Marlo Brando (Ernesto Sevilla)
Marlo Brando es otro personaje interpretado por el polifacético Ernesto Sevilla. Se trata, sin más, del típico gañán maleado por su estancia en la gran ciudad. Es un tipo desagradable, dado al insulto y que menosprecia a los demás.
El insulto que menos le gusta –pero el que más usa, por imperativo legal– es "hijo de puta". De hecho, hizo un videoclip que alcanzó cierta popularidad en Internet: Hijo de Puta hay que decirlo más. Hay que comentar que este tema es, a su vez, una parodia del Treat your mother right que cantaba Mr. T (de El Equipo A) a mediados de los años 80. A Marlo lo acompañan, en algunas ocasiones, su primo-gañán Claudio, protagonizado por Julián López, y Cli-Cli, un pobre desgraciado con coleta interpretado por Nacho Diaz (Maquillador del programa encargado de las caracterizaciones de Testimonios), a quien maltratan desmesuradamente y que es sobrino de Marlo.

### Claudio Brando (Julián López)
El primo de Marlo, también venido de El Cañavate. Aunque su primo Marlo le trata muy mal le tiene mucho respeto y siempre le ayuda. Tiene siempre miedo de que le metan droga en los bolsillos, aunque se trate de Dios. Sus expresiones y frases célebres son: "Freshquísimo", "Efectivamente... y no", "Es más grande que América y que Asia", "Nadie se mete con mi primo", el poema "toca pastorcillo", "Se te va a hacer el culo pepsi-cola", "marinela", "ojete"...

### Otros personajes
- El Loco de las Coles (Ignatius Farray)
- El taxista (Mauro Muñiz de Urquiza)
- El Bombas / Bombachas (Pablo Chiapella)
- La Pícara Valenciana (Joaquín Reyes)
- El Troner (Ernesto Sevilla)
- El bedel (Mauro Muñiz de Urquiza)
- Cli-Cli (Nacho Diaz)
- Joseph Ringo (Carlos Areces)
- Luterano (Joaquín Reyes) y Forzudo (Raúl Cimas)
- Agnes Chevalier (Joaquín Reyes)
- Asun (Velilla Valbuena)
- Eduardo Torrijos (Joaquín Reyes)
- Romántico Fernández (Un tío muy chungo) (Julián López)
- Men in colors (Julián López, Carlos Areces e Ignatius Farray)
- Señor Glor (Antonio Tato Castaño)
- Rony, el rey de la gamba (Miguel Muñoz "Mel Allen")
- El hombre mierda (Julián López)
- El Trolacas (Raúl Cimas)
- Perro Muchacho (Julián López)
- Pedro Teixidó (Ernesto Sevilla)

### Personajes animados
Cabe destacar que la mayor parte de (por no decir todas) las animaciones están hechas y dobladas por Joaquín Reyes, ya que estudió Bellas Artes en la Facultad de Bellas Artes de Cuenca de la Universidad de Castilla-La Mancha. Estos son los personajes:
- Chimo Bayo, en versión patata
- Sr. Pussy
- Papá Popó
- Chorrica
- Sámuel
- Luján
- Super Ñoño, el superhéroe más blando que la mierda de pavo.
- Doctor Alce
- Señor Cabeza
- Señora Vera
- El hombrecillo de pan
- Bizcoché
- Ojos de Huéver
- El Trampero
- El Pequeño Friedrich
- El pequeño dios del maíz
- El Señor Cactus
- Ponzo Ponzoña

## Programas
Cada programa es presentado por el protagonista del Testimonio del anterior programa.
| #  | Título                                                  | Fecha de emisión                                                         |
| -- | ------------------------------------------------------- | ------------------------------------------------------------------------ |
| 1  | «Presentado por un viejuno»                             | Febrero de 2002                                                          |
| 2  | «Presentado por David Hasselhoff»                       | Junio de 2002                                                            |
| 3  | «Presentado por Nacho Duato»                            | Julio de 2002                                                            |
| 4  | «Presentado por Mijaíl Gorbachov»                       | Agosto de 2002                                                           |
| 5  | «Presentado por Carl Lewis»                             | Septiembre de 2002                                                       |
| 6  | «Presentado por Vanilla Ice»                            | Octubre de 2002                                                          |
| 7  | «Presentado por Antonio Gala»                           | Noviembre de 2002                                                        |
| 8  | «Presentado por Michael Jackson»                        | Diciembre de 2002                                                        |
| 9  | «Presentado por Margaret Thatcher»                      | Enero de 2003                                                            |
| 10 | «Presentado por Francis Ford Coppola»                   | Febrero de 2003                                                          |
| 11 | «Presentado por Mick Jagger»                            | Marzo de 2003                                                            |
| 12 | «Presentado por Pat Morita»                             | Abril de 2003                                                            |
| 13 | «Presentado por John McEnroe»                           | Mayo de 2003                                                             |
| 14 | «Presentado por Montserrat Caballé»                     | Junio de 2003                                                            |
| 15 | «Presentado por Ronald Reagan»                          | Julio de 2003                                                            |
| 16 | «Presentado por Axl Rose»                               | Septiembre de 2003                                                       |
| 17 | «Presentado por Anatoli Kárpov»                         | Octubre de 2003                                                          |
| 18 | «Presentado por Dolly Parton»                           | Noviembre de 2003                                                        |
| 19 | «Presentado por Salman Rushdie y Freddie Mercury»       | Diciembre de 2003                                                        |
| 20 | «Presentado por Liza Minnelli»                          | Enero de 2004                                                            |
| 21 | «Presentado por Mr. T, de El equipo A»                  | Febrero de 2004                                                          |
| 22 | «Presentado por Fernando Jiménez del Oso»               | Marzo de 2004                                                            |
| 23 | «Presentado por Muammar al-Gaddafi»                     | Abril de 2004                                                            |
| 24 | «Presentado por Stephen King»                           | Mayo de 2004                                                             |
| 25 | «Presentado por Michael Moore, Michael Jackson y otros» | Junio de 2004                                                            |
| 26 | «Presentado por Nadia Comaneci»                         | Julio de 2004                                                            |
| 27 | «Presentado por Björk»                                  | Septiembre de 2004                                                       |
| 28 | «Presentado por Karl Lagerfeld»                         | Octubre de 2004                                                          |
| 29 | «Presentado por Sara Montiel»                           | Noviembre de 2004                                                        |
| 30 | «Presentado por Bill Cosby»                             | Diciembre de 2004                                                        |
| 31 | «Presentado por Richard Clayderman»                     | Enero de 2005                                                            |
| 32 | «Presentado por Nana Mouskouri»                         | Febrero de 2005                                                          |
| 33 | «Presentado por Vladimir Tkachenko»                     | Marzo de 2005                                                            |
| 34 | «Presentado por Barbra Streisand»                       | Abril de 2005                                                            |
| 35 | «Presentado por Mike Tyson»                             | Mayo de 2005                                                             |
| 36 | «Presentado por Tim Burton»                             | Junio de 2005                                                            |
| 37 | «Presentado por Mario Kempes»                           | Julio de 2005                                                            |
| 38 | «Presentado por Hugh Hefner»                            | Septiembre de 2005                                                       |
| 39 | «Presentado por Ágatha Ruiz de la Prada»                | Octubre de 2005                                                          |
| 40 | «Presentado por David Copperfield»                      | Noviembre de 2005                                                        |
| 41 | «Presentado por Bill Gates»                             | Diciembre de 2005                                                        |
| 42 | «Presentado por Sarah Ferguson»                         | Enero de 2006                                                            |
| 43 | «Presentado por Niki Lauda»                             | Febrero de 2006                                                          |
| 44 | «Presentado por José Luis Moreno»                       | Marzo de 2006                                                            |
| 45 | «Presentado por Madonna»                                | Abril de 2006                                                            |
| 46 | «Presentado por Hugo Chávez»                            | Mayo de 2006                                                             |
| 47 | «Presentado por María Jesús y su acordeón»              | Junio de 2006                                                            |
| 48 | «Presentado por Antonio López»                          | Septiembre de 2006                                                       |
| 49 | «Presentado por Raffaella Carrà»                        | Octubre de 2006                                                          |
| 50 | «Presentado por Lorenzo Lamas»                          | Noviembre de 2006                                                        |
| 51 | «Presentado por Yōko Ono»                               | Programa inédito incluido en el DVD con los mejores momentos de la serie |